# Vöhl
Vöhl è un comune tedesco di 5 517 abitanti, situato nel Land dell'Assia.

## Geografia fisica
Nel suo sobborgo di Ederbringhausen il fiume Orke si getta nell'Eder.